# Ephippiochthonius girgentiensis
Espèce
Synonymes
- Chthonius girgentiensis Mahnert, 1982

Ephippiochthonius girgentiensis est une espèce de pseudoscorpions de la famille des Chthoniidae.

## Distribution
Cette espèce est endémique de Malte. Elle se rencontre dans la grotte Girgenti à Misraħ Għar il-Kbir.

## Description
La femelle holotype mesure 1,72 mm.

## Étymologie
Son nom d'espèce, composé de girgenti et du suffixe latin -ensis, « qui vit dans, qui habite », lui a été donné en référence au lieu de sa découverte, la grotte Girgenti.

## Publication originale
- Mahnert, 1982 : Neue hohlenbewohnende Pseudoskorpione aus Spanien, Malta und Griechenland (Arachnida, Pseudoscorpiones). Mitteilungen der Schweizerischen Entomologischen Gesellschaft, vol. 55, no 3/4, p. 297-304.